# Библиография Владимира Шарова
Влади́мир Алекса́ндрович Шаро́в (7 апреля 1952, Москва — 17 августа 2018, там же) — русский писатель, историк. Лауреат множества литературных премий, в том числе «Русского Букера» и «Большой книги». Кандидат исторических наук.
Автор девяти романов, двух сборников эссе, двух сборников стихов. Романы Шарова переведены на английский, арабский, болгарский, итальянский, китайский и французский языки.

## Научные публикации
| Год  | Название | Тип        | Издательство / Периодическое издание                  |
| ---- | --- | ---------- | ----------------------------------------------------- |
| 1984 | С. Ф. Платонов (1860–1933). Обзор фонда | Статья     | Институт научной информации по общественным наукам    |
| 1984 | К вопросу об исторических взглядах С. Ф. Платонова (на материале пяти монографий С. Ф. Платонова, опубликованных в послереволюционный период) | Статья     | Институт научной информации по общественным наукам    |
| 1984 | Проблемы социальной и политической истории России второй половины XVI — начала XVII в. в. в трудах С. Ф. Платонова                            | Монография | Всероссийский научно-технический информационный центр |
| 1985 | К вопросу об общем подходе дореволюционной историографии к правлению Ивана Грозного                                                           | Статья     | Калининский государственный университет               |
| 1990 | Психология русской истории | Статья     | Страна и мир                                          |
| 1991 | Опричнина Ивана Грозного: что это такое? | Статья     | Родина                                                |
| 2004 | Опричнина Ивана Грозного: что это такое? (Лекция, прочитанная в Гарвардском университете в 1989 году)                                         | Статья     | Наука                                                 |

## Романы
| Год  | Название                                                                 | Издательство / Периодическое издание |
| ---- | ------------------------------------------------------------------------ | ------------------------------------ |
| 1991 | След в след: Хроника одного рода в мыслях, комментариях и основных датах | Урал                                 |
| 1996 | След в след: Хроника одного рода в мыслях, комментариях и основных датах | L'Âge d'Homme — Наш дом              |
| 2001 | След в след: Хроника одного рода в мыслях, комментариях и основных датах | ОЛМА-Пресс                           |
| 2016 | След в след: Хроника одного рода в мыслях, комментариях и основных датах | ArsisBooks                           |
| 1992 | Репетиции                                                                | Нева                                 |
| 1997 | Репетиции                                                                | L'Âge d'Homme — Наш дом              |
| 2003 | Репетиции                                                                | Лимбус Пресс                         |
| 2009 | Репетиции                                                                | ArsisBooks                           |
| 2019 | Репетиции                                                                | АСТ                                  |
| 1993 | До и во время                                                            | Новый мир                            |
| 1995 | До и во время                                                            | L'Âge d'Homme — Наш дом              |
| 2005 | До и во время                                                            | АСТ, Астрель-СПб                     |
| 2009 | До и во время                                                            | ArsisBooks                           |
| 1995 | Мне ли не пожалеть...                                                    | Знамя                                |
| 1997 | Мне ли не пожалеть...                                                    | L'Âge d'Homme — Наш дом              |
| 2014 | Мне ли не пожалеть...                                                    | Лимбус Пресс                         |
| 1998 | Старая девочка                                                           | Знамя                                |
| 1999 | Старая девочка                                                           | L'Âge d'Homme — Наш дом              |
| 2012 | Старая девочка                                                           | Астрель                              |
| 2020 | Старая девочка                                                           | Текст                                |
| 2002 | Воскрешение Лазаря                                                       | Знамя                                |
| 2003 | Воскрешение Лазаря                                                       | Вагриус                              |
| 2019 | Воскрешение Лазаря                                                       | ArsisBooks                           |
| 2008 | Будьте как дети                                                          | Знамя                                |
| 2008 | Будьте как дети                                                          | Вагриус                              |
| 2016 | Будьте как дети                                                          | АСТ: Редакция Елены Шубиной          |
| 2020 | Будьте как дети                                                          | Текст                                |
| 2013 | Возвращение в Египет                                                     | Знамя                                |
| 2013 | Возвращение в Египет                                                     | АСТ                                  |
| 2015 | Возвращение в Египет                                                     | АСТ: Редакция Елены Шубиной          |
| 2020 | Возвращение в Египет                                                     | Текст                                |
| 2018 | Царство Агамемнона                                                       | АСТ: Редакция Елены Шубиной          |

### Несостоявшиеся публикации
| Год  | Название           | Издательство        |
| ---- | ------------------ | ------------------- |
| 1992 | Репетиции          | Урал-Советы         |
| 2013 | Воскрешение Лазаря | Лениздат: Команда А |
| 2014 | До и во время      | Лениздат: Команда А |

### Переводы
| Язык        | Год  | Название (перевод)      | Название (оригинал) | Издательство / Периодическое издание  |
| ----------- | ---- | ----------------------- | ------------------- | ------------------------------------- |
| английский  | 2014 | Before and During       | До и во время       | Dedalus                               |
| английский  | 2018 | The Rehearsals          | Репетиции           | Dedalus                               |
| арабский    | 2017 | أثر على أثر             | След в след         | DreamBook                             |
| болгарский  | 2008 | Бъдете като децата      | Будьте как дети     | Факел                                 |
| болгарский  | 2018 | Репетиции               | Репетиции           | Факел експрес                         |
| болгарский  | 2019 | Бъдете като децата      | Будьте как дети     | Факел експрес                         |
| итальянский | 1996 | Prima e durante         | Старая девочка      | Voland                                |
| китайский   | 2003 | 圣女                    | Старая девочка      | Chinese Youth, Wuhan University Press |
| китайский   | 2015 | 像孩子一样              | Будьте как дети     | Peking university press               |
| китайский   | 2016 | 此前与此刻              | До и во время       | Peking university press               |
| французский | 1998 | Les Repetitions         | Репетиции           | Solin-Actes Sud                       |
| французский | 2005 | Avant et Pendant        | До и во время       | Phébus                                |
| французский | 2008 | La Vieille Petite Fille | Старая девочка      | L'Esprit des péninsules               |
| французский | 2015 | Soyez Comme les Enfants | Будьте как дети     | Louison                               |

## Рассказы, сказки
| Год       | Название              | Тип     | Издательство / Периодическое издание |
| --------- | --------------------- | ------- | ------------------------------------ |
| 1981      | Истории о Щене        | сказка  | Детская литература                   |
| 1995      | Десять историй о Щене | сказка  | Первое сентября                      |
| 2013–2014 | 12 месяцев. Апрель    | рассказ | Сноб                                 |

## Стихотворения
| Год  | Название                        | Тип           | Издательство / Периодическое издание |
| ---- | ------------------------------- | ------------- | ------------------------------------ |
| 1980 | Стихи                           | стихотворение | Новый мир                            |
| 1981 | «С реки уходит накипь снега...» | стихотворение | Сельская молодёжь                    |
| 1996 | Стихи                           | сборник       | L'Âge d'Homme — Наш дом              |
| 2016 | Рама воды                       | сборник       | ArsisBooks                           |

## Эссе
| Год  | Название                                                         | Издательство / Периодическое издание |
| ---- | ---------------------------------------------------------------- | ------------------------------------ |
| 1991 | Опричнина                                                        | Родина                               |
| 1999 | Столица и провинция: два пути понимания жизни                    | GIF                                  |
| 2000 | «Реалистические» соображения                                     | Знамя                                |
| 2000 | Это я: я прожил жизнь                                            | Дружба народов                       |
| 2001 | Несколько мыслей в защиту либерализма                            | Дружба народов                       |
| 2003 | Конфликт цивилизаций: подводная часть                            | Знамя                                |
| 2005 | Меж двух революций                                               | Знамя                                |
| 2005 | Икона святого Георгия Победоносца с клеймами                     | Нева                                 |
| 2009 | Столица и провинция: два пути понимания жизни                    | Университетская площадь              |
| 2009 | Памяти Пролетарской Силы                                         | Знамя                                |
| 2009 | Когда Шера в форме. Истории моего отца                           | Знамя                                |
| 2010 | Жить со смыслом. Как обретать помогая и получать отдавая         | Эксмо                                |
| 2010 | Народ Андрея Платонова                                           | Лимбус Пресс                         |
| 2011 | Народ Андрея Платонова                                           | Лимбус Пресс                         |
| 2012 | Настоящий Гончаров                                               | Знамя                                |
| 2013 | На чём стоим                                                     | Неприкосновенный запас               |
| 2014 | Переписка Грозного с Курбским                                    | Лимбус Пресс                         |
| 2014 | Бал у сатаны (его эстетика и этика)                              | The Prime Russian Magazine           |
| 2015 | «Я прожил жизнь...»                                              | АСТ: Редакция Елены Шубиной          |
| 2015 | Репетиции                                                        | Текст и традиция                     |
| 2015 | Моя компания                                                     | Знамя                                |
| 2016 | Ходынка                                                          | АСТ: Редакция Елены Шубиной          |
| 2016 | Мелкий грех                                                      | Знамя                                |
| 2016 | Снова, снова и снова можно было читать почти как в первый раз... | Дружба народов                       |
| 2018 | Воронеж — блажь, Воронеж — ворон, нож                            | Знамя                                |
| 2018 | Воронеж — блажь, Воронеж — ворон, нож...                         | Подъём                               |
| 2018 | Октябрь семнадцатого и конец истории                             | Знамя                                |

### Сборники
| Год  | Название сборника     | Название эссе                                                       | Издательство |
| ---- | --------------------- | ------------------------------------------------------------------- | ------------ |
| 2009 | Искушение революцией  | Между двух революций (Андрей Платонов и русская история)            | ArsisBooks   |
| 2009 | Искушение революцией  | О «Записных книжках» Андрея Платонова                               | ArsisBooks   |
| 2009 | Искушение революцией  | Столица и провинция: два пути понимания жизни                       | ArsisBooks   |
| 2009 | Искушение революцией  | Икона Святого Георгия Победоносца с клеймами                        | ArsisBooks   |
| 2009 | Искушение революцией  | Верховые революции                                                  | ArsisBooks   |
| 2009 | Искушение революцией  | Записи деда                                                         | ArsisBooks   |
| 2009 | Искушение революцией  | Опричнина Ивана Грозного: что это такое?                            | ArsisBooks   |
| 2009 | Искушение революцией  | Конфликт цивилизаций: подводная часть                               | ArsisBooks   |
| 2009 | Искушение революцией  | О прошлом настоящего и будущего                                     | ArsisBooks   |
| 2018 | Перекрёстное опыление | «Когда Шера в форме»                                                | ArsisBooks   |
| 2018 | Перекрёстное опыление | Ходынка                                                             | ArsisBooks   |
| 2018 | Перекрёстное опыление | Школьный учитель                                                    | ArsisBooks   |
| 2018 | Перекрёстное опыление | «Воронеж — блажь, Воронеж — ворон, нож»                             | ArsisBooks   |
| 2018 | Перекрёстное опыление | Игорь Вулох                                                         | ArsisBooks   |
| 2018 | Перекрёстное опыление | О Геке Комарове                                                     | ArsisBooks   |
| 2018 | Перекрёстное опыление | Как я писал «Репетиции»                                             | ArsisBooks   |
| 2018 | Перекрёстное опыление | Александр Горелик                                                   | ArsisBooks   |
| 2018 | Перекрёстное опыление | Переписка Ивана Грозного (1530–1584) с Андреем Курбским (1528–1583) | ArsisBooks   |
| 2018 | Перекрёстное опыление | Бал у сатаны (его эстетика и этика)                                 | ArsisBooks   |
| 2018 | Перекрёстное опыление | О сырьевых и несырьевых странах (письмо Александру Эткинду)         | ArsisBooks   |
| 2018 | Перекрёстное опыление | Октябрь семнадцатого года и конец истории                           | ArsisBooks   |
| 2018 | Перекрёстное опыление | «Я прожил жизнь»                                                    | ArsisBooks   |

## Интервью

### Анкеты
| Год  | Название                          | Периодическое издание / Платформа |
| ---- | --------------------------------- | --------------------------------- |
| 1994 | Куда ж нам плыть?                 | Общая газета                      |
| 1995 | Волна с волною говорит            | Общая газета                      |
| 1996 | Рукопись                          | Знамя                             |
| 1998 | Жизнь или культура?               | Московские новости                |
| 2001 | Однажды в «Знамени»               | Знамя                             |
| 2006 | Жизнь на свободе                  | Знамя                             |
| 2012 | Советский Союз: система координат | Дружба народов                    |
| 2018 | Livre Paris 2018                  | YouTube                           |

### Монологи
| Год  | Название                                       | Периодическое издание |
| ---- | ---------------------------------------------- | --------------------- |
| 1996 | Что уже видно                                  | Вопросы литературы    |
| 1998 | Пятый угол                                     | Вечерний Челябинск    |
| 1999 | Говорят лауреаты «Знамени»                     | Знамя                 |
| 2003 | Говорят лауреаты «Знамени»                     | Знамя                 |
| 2009 | Говорят лауреаты «Знамени»                     | Знамя                 |
| 2014 | Говорят лауреаты «Знамени»                     | Знамя                 |
| 2015 | GQ — человек года                              | GQ Россия             |
| 2015 | «Там, где кончается культура, кончается жизнь» | AvantGardeCentre      |

### Диалоги
| Год  | Название                                                                             | Интервьюер                 | Периодическое издание / Платформа |
| ---- | ------------------------------------------------------------------------------------ | -------------------------- | --------------------------------- |
| 1993 | «Ни с кем из тех людей, кого я описал, я не боюсь встретиться...»                    | Шохина Виктория            | Независимая газета                |
| 1993 | Мы наш, мы «Новый мир» поссорим...                                                   | Васильева Галина           | Комсомольская правда              |
| 1995 | История про Владимира Шарова — 1                                                     | Березин Владимир           | Живой Журнал                      |
| 1997 | Пятый угол                                                                           | Бавильский Дмитрий         | Вечерний Челябинск                |
| 1998 | Интереснее всего смотреть на мир одновременно с разных сторон                        | Иваницкая Елена            | Первое сентября                   |
| 2002 | Абсурд нашей жизни                                                                   | Иваницкая Елена            | Московские новости                |
| 2002 | «Жить интереснее с людьми, а не с народами»                                          | Иваницкая Елена            | Первое сентября                   |
| 2003 | «Пытаюсь написать душу истории»                                                      | Мирошкин Андрей            | Книжное обозрение                 |
| 2004 | «Я не чувствую себя ни учителем, ни пророком»                                        | Игрунова Наталья           | Дружба народов                    |
| 2007 | Что случилось с историей? Она утонула                                                | Быков Дмитрий              | Русская жизнь                     |
| 2008 | «Каждый мой новый роман дополняет предыдущие»                                        | Липовецкий Марк            | Неприкосновенный запас            |
| 2008 | Герои на длинном поводке                                                             | Бойко Михаил               | НГ-EX Libris                      |
| 2008 | «Финал происходит всегда здесь и сейчас»                                             | Иванченко Валерий          | Книжная витрина                   |
| 2008 | Будем как дети?                                                                      | Рычкова Ольга              | Российская газета                 |
| 2008 | История про Владимира Шарова — 2                                                     | Березин Владимир           | Живой Журнал                      |
| 2008 | Притчи во языцех                                                                     | Белжеларский Евгений       | Итоги                             |
| 2009 | «Я люблю бумагу»                                                                     | Кириллов Николай           | Частный корреспондент             |
| 2009 | Я пишу, чтобы увидеть и почувствовать что-то новое                                   | Ковалёва Татьяна           | Культура                          |
| 2009 | «Простые ответы, как правило, ложны»                                                 | Дьяков Дмитрий             | Воронежский курьер                |
| 2009 | «Для народа нет ничего страшнее самоистребления»                                     | Арсеньева Анна             | Культпоход                        |
| 2010 | «...уважать сложность чужой жизни»                                                   | Иваницкая Елена            | Первое сентября                   |
| 2012 | «Премиями вдохновение не заманишь»                                                   | Шабашов Михаил             | Частный корреспондент             |
| 2012 | «Добро, обращенное на близких, всегда больше, чем добро, обращенное на человечество» | Иваницкая Елена            | Известия                          |
| 2013 | Второй Гоголь                                                                        | Иваницкая Елена            | НГ-EX Libris                      |
| 2014 | «Люди склонны жить мифами»                                                           | Вулох Лидия                | Книжное обозрение                 |
| 2014 | Комментарий к Бытию                                                                  | Пульсон Клариса            | Российская газета                 |
| 2014 | «В России будет рай, когда допишут “Мёртвые души”»                                   | Лобков Павел               | Дождь                             |
| 2015 | «В незаконченных книгах есть некое страшное откровение...»                           | Сапгир Кира                | Русский очевидец                  |
| 2015 | Paperi hahmottaa teoksen                                                             | Mahlamäki-Kaistinen Riikka | Keskisuomalainen                  |
| 2015 | Писатель года 2015                                                                   | Быков Дмитрий              | GQ Россия                         |
| 2017 | Человек в других людях                                                               | Веденяпин Дмитрий          | YouTube                           |
| 2018 | «Жизнь — это только испытательный срок»                                              | Андреева Ольга             | Горький                           |

### Полилоги
| Год  | Название        | Участники                                                     | Платформа    |
| ---- | --------------- | ------------------------------------------------------------- | ------------ |
| 2001 | Книжное казино  | Пешкова Майя, Рихтер Лариса, Кузьминский Борис, Ларина Ксения | Эхо Москвы   |
| 2011 | Музейные палаты | Ларина Ксения, Белькевич Ксения                               | Эхо Москвы   |
| 2013 | Книжное казино  | Пешкова Майя, Чиж Оксана, Шубина Елена                        | Эхо Москвы   |
| 2013 | Школа злословия | Толстая Татьяна, Смирнова Авдотья                             | НТВ          |
| 2015 | Светлый вечер   | Митрофанова Алла, Пичугин Алексей                             | Радио «Вера» |

### Комментарии
1. ↑  Премия журнала «Знамя».
2. ↑  Премия журнала «Знамя».
3. ↑  Премия журнала «Знамя».
4. ↑  Премия «Книга года» в номинации «Проза года», короткий список премии «Русский Букер», короткий список премии «Большая книга».
5. ↑  Премия Союза писателей Москвы «Венец» в номинации «Проза».
6. ↑  Премия «Студенческий Букер», премия «Русский Букер», третья премия «Большая книга», премия «GQ Писатель года».
7. ↑  Премия «Read Russia» (переводчик Оливер Реди).
8. ↑  Премия «Read Russia» (переводчик Оливер Реди).
9. ↑  Премия Союза переводчиков Болгарии «За исключительные достижения в области перевода за 2018 год» (переводчик Здравка Петрова[болг.]).